# Asteromyia tumifica
Asteromyia tumifica är en tvåvingeart som först beskrevs av Beutenmuller 1907.  Asteromyia tumifica ingår i släktet Asteromyia och familjen gallmyggor. Inga underarter finns listade i Catalogue of Life.